# Нкая
Нка́я (англ. Nkaya) — традиційна громада у складі дистрикту Балака Південного регіону Малаві.
Населення — 45351 особа (2018).